# Opieńkowa zgnilizna korzeni

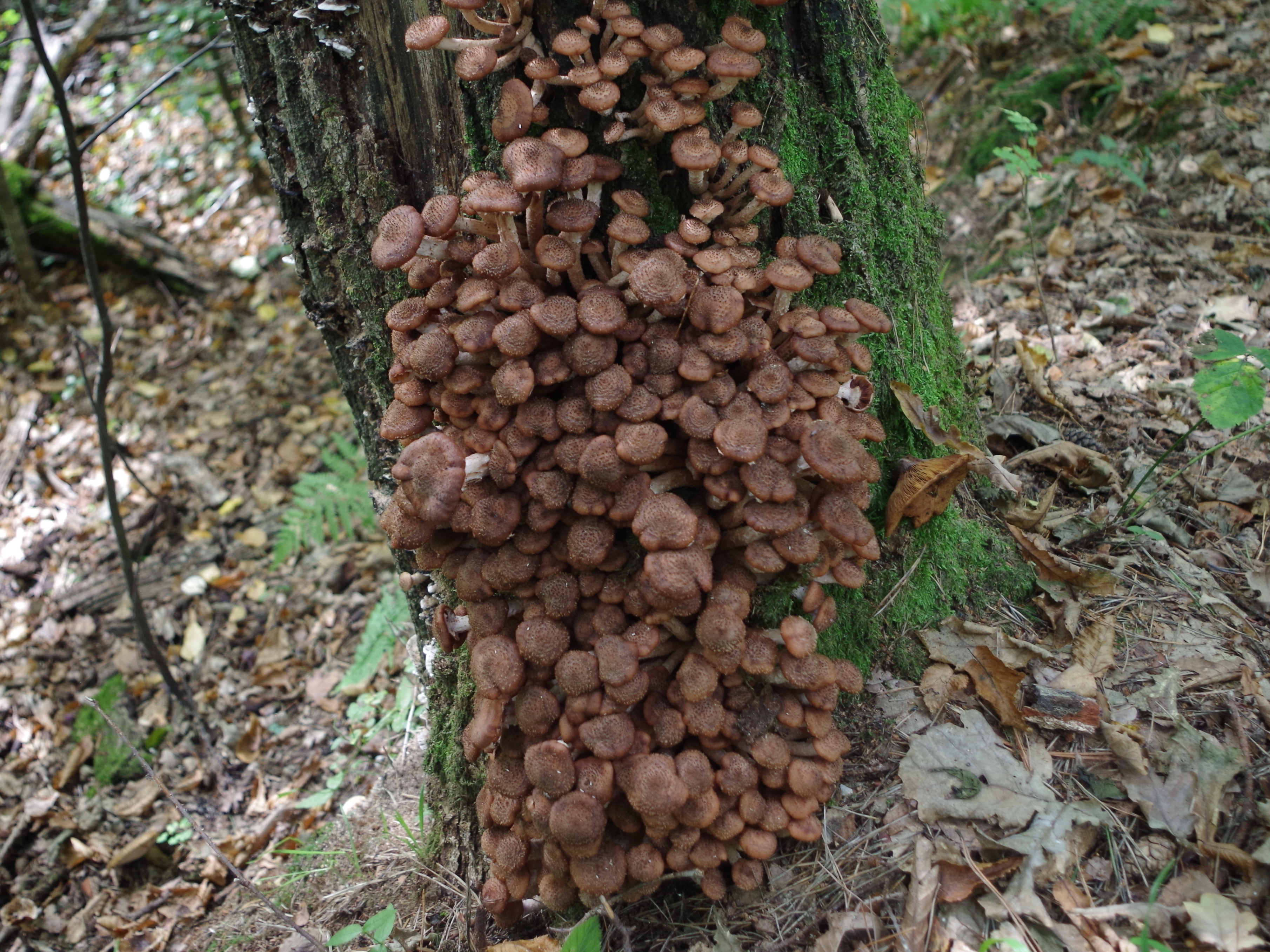
Owocniki opieńki ciemnej na pniu drzewa

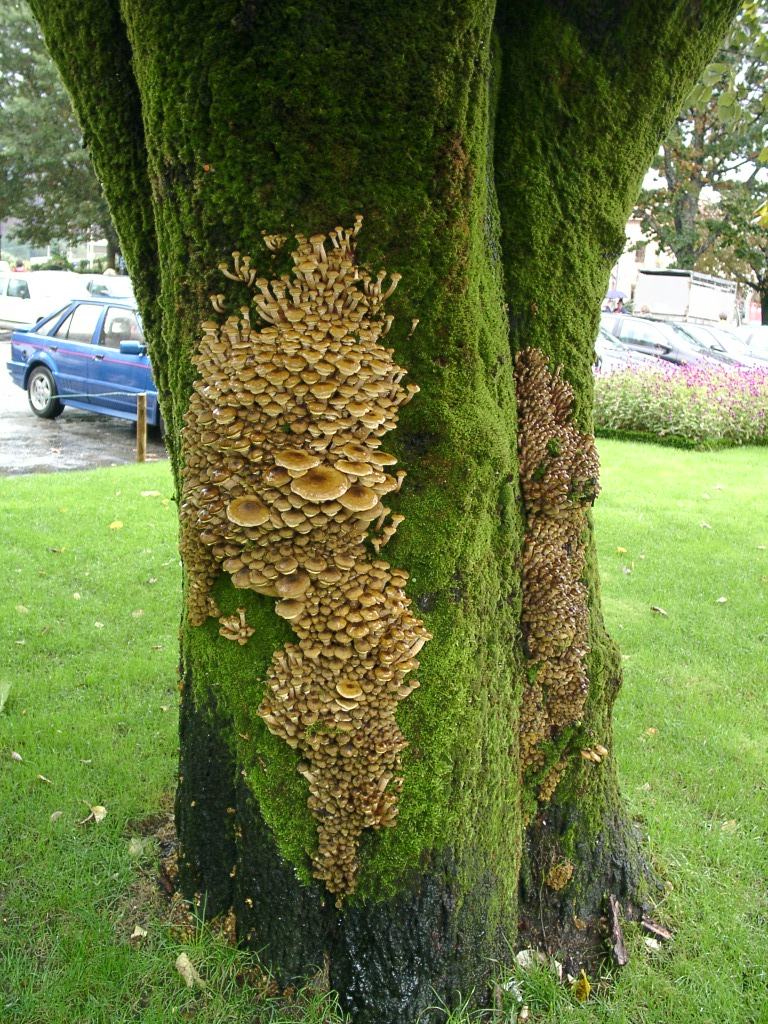
Owocniki opieńki miodowej na pniu drzewa

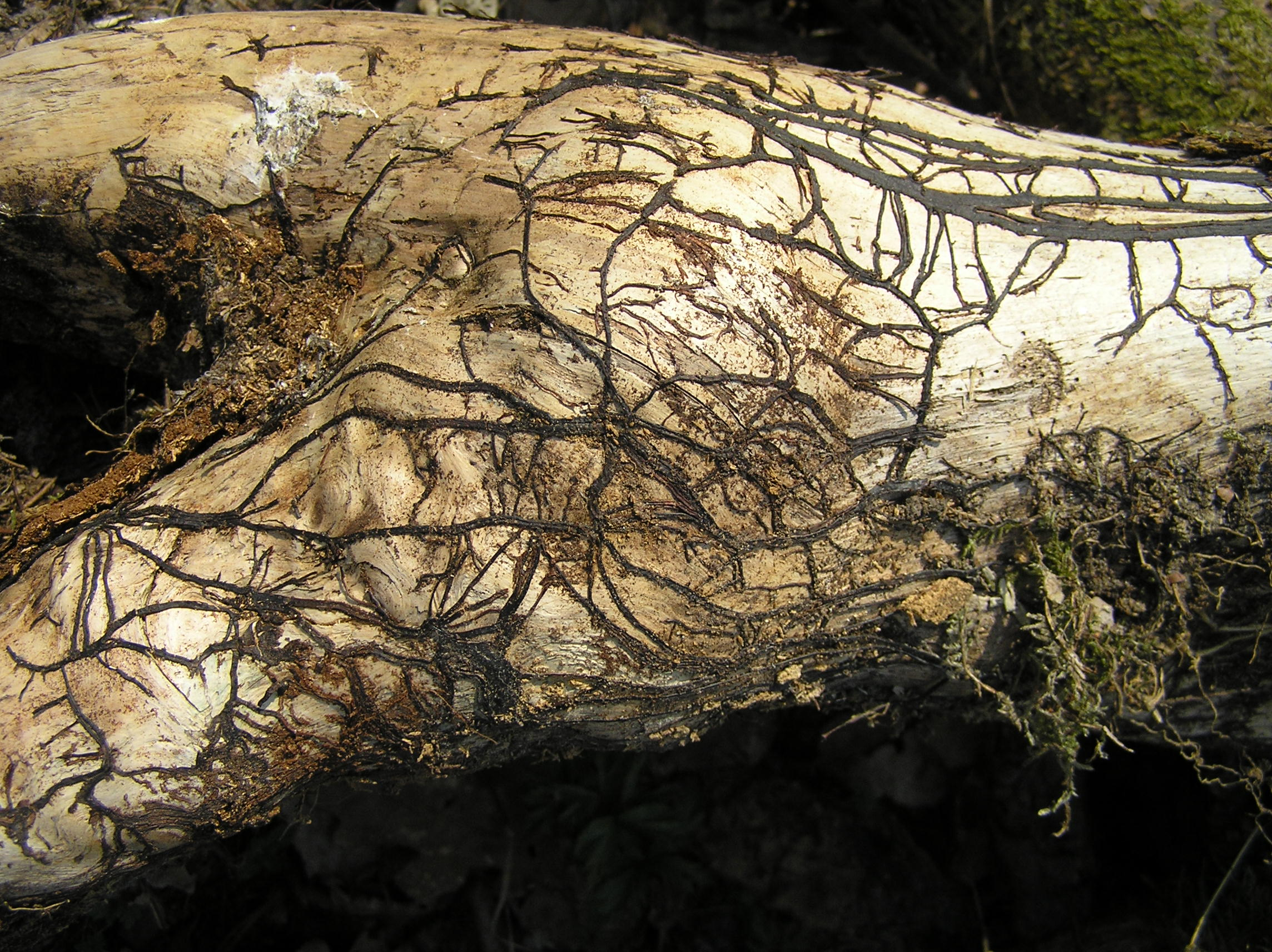
Ryzomorfy opieńki

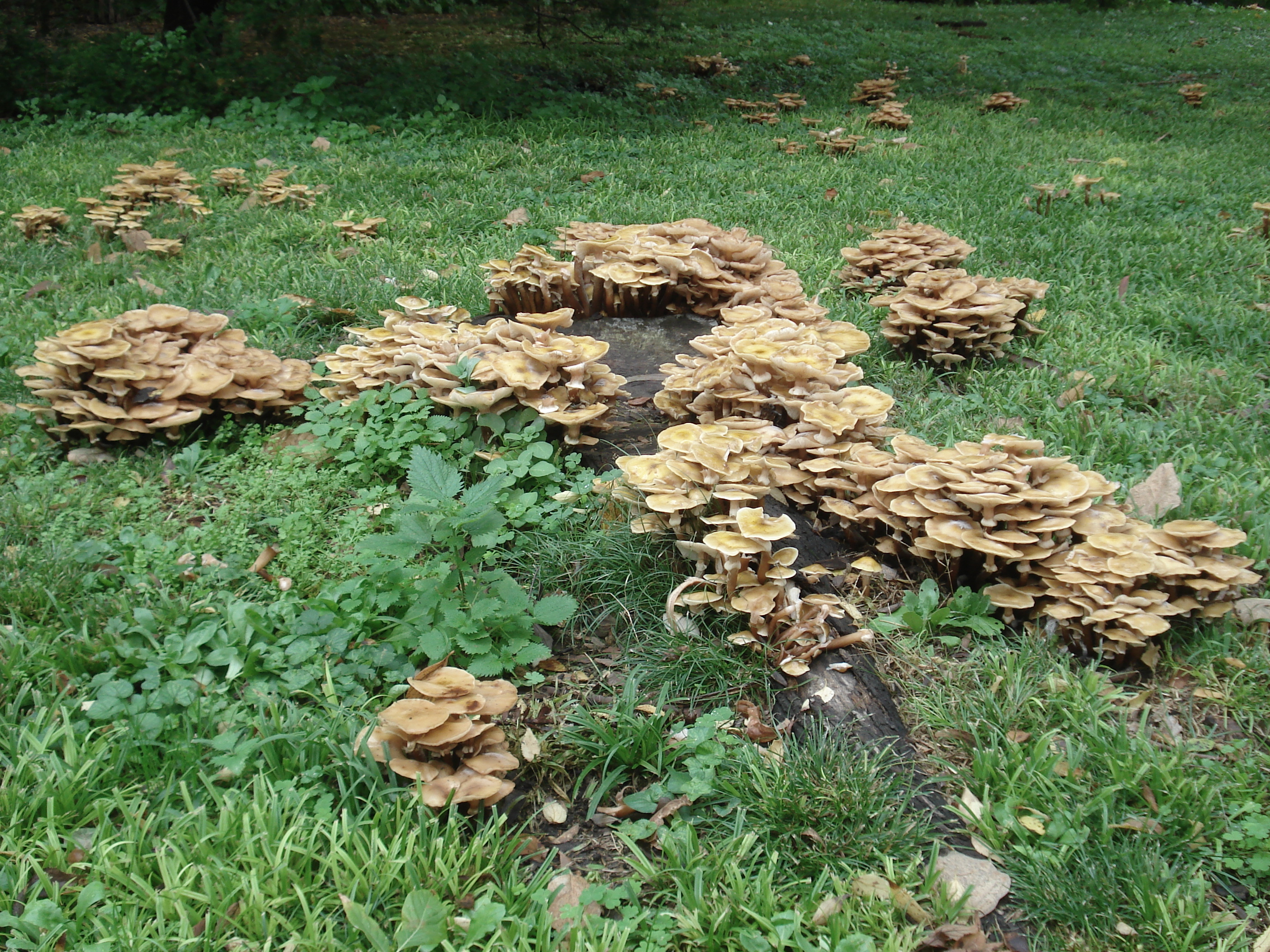
Owocniki opieńki miodowej na powalonych kłodach

Opieńkowa zgnilizna korzeni lub armillarioza – grzybowa choroba roślin wywołana przez grzyby z rodzaju opieńka (Armillaria). Po raz pierwszy opisana została przez Roberta Hartiga w 1874 r.

## Występowanie i szkodliwość
Jest jedną z najgroźniejszych chorób systemów korzeniowych drzew i krzewów. Występuje na obszarach o klimacie umiarkowanym na całym świecie na bardzo wielu gatunkach drzew i krzewów. Prowadzi do obumarcia porażonych drzew. W Polsce najczęściej występuje na świerku pospolitym i sośnie zwyczajnej. Wyrządza duże szkody gospodarcze w leśnictwie i sadownictwie. Rozwija się na drzewach w każdym wieku powyżej 3 lat.
W Polsce największe znaczenie w rozwoju tej choroby ma opieńka ciemna (A. ostoyae) atakująca głównie drzewa iglaste, oraz opieńka miodowa (A. mellea) atakująca głównie drzewa liściaste. Ale chorobę tę wywołują także pozostałe gatunki opieniek występujące w Polsce: opieńka północna (A. borealis), opieńka cebulotrzonowa (Armillaria cepistipes), opieńka torfowiskowa (A. ectypa), opieńka żółtawa (A. gallica) i opieńka bezpierścieniowa (A.tabescens).

## Objawy
Początkowo grzybnia opieniek rozwija się w sposób niewidoczny w tkankach drzewa powodując tylko opóźnienie w rozwoju pędów i liści. Szczególnie uwidocznia się to u drzew iglastych jako słaby rozwój pędu szczytowego. Czasami choroba rozwija się tak intensywnie, że od razu powoduje zblaknięcie igieł, a następnie ich zbrązowienie, całkowite opadnięcie na ziemię i śmierć drzewa. Czasami igły obumierają tak szybko, że opadają na ziemię, zanim zdążą się przebarwić.
Podczas rozwoju choroby, a zwłaszcza w jej końcowej fazie, na dolnych partiach pni drzew obficie wycieka żywica. Zestala się ona pod korą drzewa, lub spływając na ziemię tworzy na niej skorupę wokół pnia.
W zaawansowanym stadium choroby, na już obumarłych, lub obumierających drzewach pod ich korą występują grube sznury grzybniowe zwane też ryzomorfami, które u starszych drzew mogą dochodzić do wysokości kilku metrów nad ziemią. Mają barwę ciemnobrunatna lub prawie czarną. Drewno pod nimi ma ciemnobrunatny kolor. Sznury grzybniowe z pnia drzewa wrastają spod kory do gleby. Rozgałęziają się w niej i rosną dalej, często na znaczne odległości. Mogą w ten sposób zaatakować korzenie innych drzew. Gdy drzewo obumrze, sznury grzybniowe na jego pniu rosną pod korą dalej, często docierając aż do szczytowych partii pnia.
Na obumierającym lub martwym już drzewie, na jego korzeniach, pniach lub pniakach pojawiają się owocniki opieńki. Porażone drewno ulega białej zgniliźnie drewna. Zazwyczaj zgnilizna ta powstaje tylko w bielu, jedynie w drewnie korzeni zgniliźnie ulega także twardziel, gdyż grzybnia ma tutaj cały czas odpowiednią wilgotność.
Etiologicznymi oznakami choroby są sznury grzybniowe i owocniki. Te ostatnie powstają na końcach sznurów grzybniowych. Powstają zazwyczaj gromadnie pod koniec lata i jesienią. W blaszkowym hymenoforze wytwarzają zarodniki, które roznoszone przez wiatr rozprzestrzeniają chorobę. Czasami zarodniki wytwarzane są w tak ogromnej ilości, że pokryte nimi najbliższe otoczenie wygląda jak posypane białym proszkiem.

## Ochrona
Ochrona polega na zapobieganiu rozprzestrzeniania się choroby. Można tego dokonać przestrzegając następujące zasady:
- zalesianie wykonywać rodzimym materiałem nasiennym
- na terenie w którym rósł las liściasty należy unikać zakładania drzewostanów iglastych
- na terenie silnie przerośniętym ryzomorfami opieniek należy zrezygnować z przeorywania ziemi, lecz sadzonki sadzić z zakrytym systemem korzeniowym za pomocą kostura rurowego
- pniaki smarować preparatem zawierającym żylicę olbrzymią. Zmniejsza on rozprzestrzenianie się opieniek
- należy usuwać z lasu drzewa martwe i chore
- wycinania drzew dokonywać późną wiosną lub latem, a pozostałe po wycince pniaki okorowywać